# Андрос Таунсенд
Андрос Таунсенд (англ. Andros Townsend, нар. 16 липня 1991, Лондон) — англійський футболіст, півзахисник клубу «Лутон Таун» та національної збірної Англії.

## Клубна кар'єра

### «Тоттенгем Готспур»
Народився 16 липня 1991 року в місті Лондон. Вихованець футбольної школи клубу «Тоттенгем Готспур», куди прийшов в 9-річному віці. На початку 2009 року підписав свій перший професійний контракт зі «шпорами».

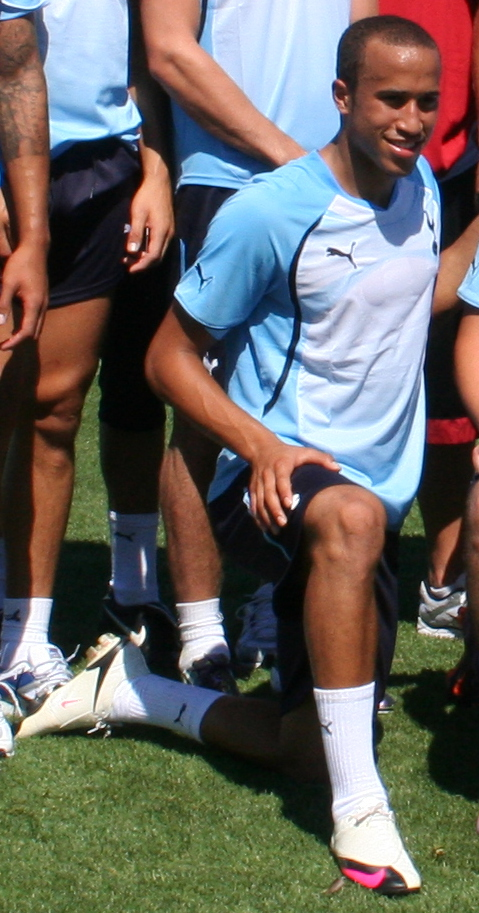
Андрес Таунсенд у складі «Тоттенгем Готспур». 15 липня 2010 року.

В березні того ж року футболіст відправився в оренду у футбольний клуб «Йовіл Таун». В серпні Таунсенд уклав орендну угоду з клубом «Лейтон Орієнт», строком на 1 місяць, яке незабаром було продовжено до 31 грудня. 14 січня 2010 року на правах оренди перейшов в «Мілтон-Кінз Донз», строком до кінця сезону 2009/2010. 12 серпня 2010 футболіст знову був відправлений в оренду, цього разу в клуб «Іпсвіч Таун», строком до кінця сезону.
Але в середині грудня тренер лондонців Гаррі Реднапп вирішив повернути футболіста в команду. 9 січня 2011 року футболіст дебютував у складі «Тоттенгема» в Кубку Англії, відзначивши свій дебют забитим м'ячем у ворота «Чарльтон Атлетик».
20 січня Андрос був знову відправлений в оренду. Новим його клубом став «Вотфорд». 23 лютого клуб припинив оренду футболіста, розраховану до кінця сезону 2010/11 і 7 березня Таунсенд був відданий в оренду «Міллволла».
Сезон 2011/2012 футболіст почав у «Тоттенгемі». У складі «шпор» він провів 2 матчі кваліфікаційного раунду і 4 матчі групового етапу Ліги Європи, забивши в них один м'яч (у ворота «Шемрок Роверс») та віддавши три гольові передачі. 23 грудня Андрос підписав новий п'ятирічний контракт з клубом.
1 січня 2012 року Таунсенд на правах оренди перейшов в «Лідс Юнайтед». В лютому уклав орендну угоду з «Бірмінгем Сіті», де грав до кінця сезону.
16 вересня 2012 року дебютував за «Готспур» в Прем'єр-лізі в матчі проти «Редінга», вийшовши на 88 хвилині замість Аарона Леннона. Але до кінця року зіграв лише у 5 матчах чемпіонату через що 1 лютого 2013 року був орендований клубом «Квінз Парк Рейнджерс» до закінчення сезону 2012/2013.
Влітку 2013 року Таунсенд знову повернувся в «Тоттенгем», але цього разу став частіше залучатись до ігор основної команди. 20 жовтня, в матчі з «Астон Віллою» (2:0), Андрос забив свій перший м'яч у складі «шпор» в чемпіонаті Англії. Проте поступово Андрос знову втратив місце в основі і у першій половині сезону 2015/16 англієць провів у складі команди Маурісіо Почеттіно всього сім поєдинків в усіх турнірах, відзначившись однією результативною передачею. Загалом Таунсенд встиг відіграти за лондонський клуб 93 матчі і забити 10 голів, з них 50 ігор і 3 голи в національному чемпіонаті.

### «Ньюкасл Юнайтед»
27 січня 2016 року Таунсенд перейшов у «Ньюкасл Юнайтед», підписавши контракт на 5,5 років. Фінансові умови операції не розголошуються, проте, за інформацією порталу Transfermarkt, придбання Таунсенда обійшлося «сорокам» майже в 11 млн фунтів стерлінгів.

### «Лутон Таун»
3 січня 2024 року продовжив контракт з «Лутон Таун».

### У збірній
Таунсенд виступав за юнацькі збірні Англії до 16, 17 та 19 років, а також за молодіжну збірну. На молодіжному рівні зіграв у 3 офіційних матчах.
У складі національної збірної Англії дебютував 11 жовтня 2013 року в матчі зі збірної Чорногорії (4:1), в якому відзначився забитим м'ячем.
Наразі провів у формі головної команди країни 13 матчів, забивши 3 голи.

## Особисте життя
Таунсенд має кіпрське (бабуся і дідусь) і ямайське походження (батько).
Коли йому було 10 років, його старший брат Кертіс загинув в автокатастрофі у віці 18 років.